# Antropologia biblica
Per antropologia biblica si intende la branca dell'antropologia e della teologia che studia l'uomo dal punto di vista delle Sacre Scritture dell'ebraismo e del cristianesimo, esaminando l'origine, la natura, il destino dell'essere umano, nonché la definizione di corpo, spirito e anima.
Antropologia biblica è sinonimo di antropologia teologica. Quest'ultima è la disciplina che studia la relazione tra gli esseri umani e Dio. L'uomo, che è creato sua immagine e somiglianza, gode di una speciale relazione con Dio rispetto a quella delle altre specie viventi. L'antropologia teologica si occupa anche della restaurazione della relazione tra l'uomo e Dio a seguito del peccato e mediante il mistero cristologico.

## Concezione dell'uomo nell'Antico Testamento
La concezione biblica dell'uomo ha due caratteristiche importanti che si ritrovano sia nell'Antico Testamento sia nel Nuovo Testamento:
- L'essere umano è sempre considerato nell'ambito del suo rapporto con Dio, sia come creatura sia come peccatore. Non vi è la concezione della sua indipendenza da Dio, dell'uomo che fa di sé quel che vuole, né di un suo valore intrinseco. Quel che vale nel bene o nel male, è determinato, in ultima istanza dal suo rapporto con Dio.
- L'essere umano è sempre considerato nella sua unità indivisibile di corpo e anima. Nella Bibbia manca totalmente l'idea greca dell'uomo come anima imprigionata da un corpo, che troverebbe la sua identità migliore sfuggendone. La corporeità umana è buona, dono di Dio. L'essere umano può goderne appieno senza preoccupazioni ascetiche (con saggia moderazione) come pure i suoi beni materiali. Questa, però, non è nemmeno una concezione materialista, perché nel concetto di uomo predominano aspetti "spirituali", personali, affetti, volontà, coscienza. I termini biblici si riferiscono i vari termini biblici. "Corpo", così, non designa solo l'organismo fisico, ma l'intera persona. "Carne" non designa solo i tessuti dell'organismo umano, ma la persona nel suo aspetto di fragilità creaturale e peccato. "Cuore" designa il suo centro cosciente, affettivo, ma anche l'intelligenza. Gli aspetti fisici del corpo non si contrappongono così a quelli spirituali, o la sua limitazione o negazione, ma ne sono l'espressione diretta e legittima. Tutta la corporeità è specchio trasparente, simbolo e segno personale dell'uomo. Nella preghiera, infatti, il corpo prostrato e inginocchiato esprime l'adorazione dell'uomo non meno che le sue parole e pensieri pii.

## Concezione dell'uomo nel Nuovo Testamento
Nonostante l'influenza dell'Ellenismo, la concezione dell'uomo nel Nuovo Testamento rimane sostanzialmente la stessa che nell'Antico. Il termine ἄνθρωπος (anthrōpos) designa l'essere umano in generale, contrapposto agli animali (Matteo 12:12), agli angeli (1 Corinzi 4:9), a Gesù Cristo (Galati 1:12), A Dio (Marco 11:30, dove Dio è designato dalla perifrasi rispettosa" il cielo"). Esprime la debolezza creaturale umana (Giacomo 5:17), che è mortale (Ebrei 9:27), e peccatore (Romani 3:4; 5:12). Tali caratteristiche negative si esprimono nella locuzione "secondo l'uomo", che talvolta intende sottolineare l'inadeguatezza di una espressione umana ("εἰ κατὰ ἄνθρωπον ἐθηριομάχησα ἐν ᾿Εφέσῳ, τί μοι τὸ ὄφελος; εἰ νεκροὶ οὐκ ἐγείρονται φάγωμεν καὶ πίωμεν, αὔριον γὰρ ἀποθνῄσκομεν" 1 Corinzi 15:32), soprattutto riferita alle affermazioni della fede (Romani 3:5) o contrapposta all'autorità della Parola di Dio (1 Corinzi 9:8; Galati 1:11); e tal altra assume un senso di fragilità peccaminosa ("camminare secondo l'uomo", 1 Corinzi 3:3).
Espressioni tipicamente ebraiche sono quelle in cui ἄνθρωπος (anthrōpos) è seguito da un genitivo: ["δόξα ἐν ὑψίστοις Θεῷ καὶ ἐπὶ γῆς εἰρήνη, ἐν ἀνθρώποις εὐδοκία" "Gloria a Dio nei luoghi altissimi, e pace in terra agli uomini ch'egli gradisce! (lett. 'gli uomini del buon volere'" Luca 2:14]; "l'uomo di iniquità", "ὁ ἄνθρωπος τῆς ἁμαρτίας", cioè l'iniquo per eccellenza, l'Anticristo (2 Tessalonicesi 2:3), "uomo di Dio" ("ὁ τοῦ Θεοῦ ἄνθρωπος") 2 Timoteo 3:17), che indica, secondo l'uso ebraico, soprattutto i servitori di Dio, apostoli, profeti, responsabili della Chiesa.
Sì rinviene anche una designazione messianica di Gesù Cristo (Romani 5:15; 1 Corinzi 16:21,47, il "secondo Adamo", al quale è anche da avvicinarsi 1 Timoteo 2:5; Ebrei 2:6, e forse qualche brano come Matteo 4:4).

## Terminologia
Nella Bibbia vi sono due termini che designano l'uomo:
- (ebr.) אדם (âdâm); (gr.) ἄνθρωπος (anthrōpos); (lat.) homo. Designa l'uomo in generale, l'essere umano, come individuo e anche come specie, in quanto si differenzia dagli animali, ma anche ha di comune con essi. אדם (âdâm) ha la stessa radice di אדמה ('ădâmâh), la terra, con allusione al colore dell'argilla אדם ('âdôm) essere rosso. בּן אדם (bên âdâm), figlio dell'uomo, designa il singolo, come figlio della specie umana, dell'umanità.
- (ebr.) אישׁ (îysh); (gr.) ἀνήρ (anēr); (lat.) vir, l'uomo individuo, nella sua forza e nel suo valore. Questo concetto è anche espresso, quando si tratta di guerrieri, eroi, dal termine גּבּר (gibbôr), il forte; mentre il poetico אנשׁ ('ĕnash) soprattutto nell'espressione di Daniele בר אנשׁ (bar nâsha'), il "figlio dell'uomo".

## Scrittori cristiani

### Gregorio di Nissa
La fonte di riferimento per l'antropologia di san Gregorio, Dottore della Chiesa, è il suo trattato ‘’De opificio hominis’’. [La sua concezione dell'uomo si fonda sulla distinzione ontologica tra il creato e l'increato. L'uomo è una creazione materiale, e quindi limitata, ma infinita in quanto la sua anima immortale possiede una capacità senza limiti di avvicinarsi al divino. Gregorio credeva che l'anima e il corpo fossero creati (in opposizione a Origene, che speculava sulla preesistenza dell'anima), e quindi che gli embrioni fossero persone. Seguendo l'embriologia di Aristotele, Tommaso d'Aquino insegnò invece che l'anima razionale viene creata quando, dopo un certo tempo, i principi antecedenti della vita hanno reso il feto un organismo appropriato per la vita razionale, predisponendo in particolare gli organi sensoriali
Per Gregorio, l’uomo è un ente eccezionale creato a immagine e somiglianza di Dio. L'umanità è teomorfica sia nella propria autocoscienza che nel libero arbitrio, che conferisce ad ogni individuo il potere di esistere a condizione di non rinnegare Dio, poiché negare Dio equivale a negare se stessi. Nel commento al Cantico dei Cantici, Gregorio descrive metaforicamente le vite umane come dipinti creati da apprendisti di un maestro: gli apprendisti (le volontà umane) imitano l'opera del loro maestro (la vita di Cristo) con bei colori (virtù), e in tale modo l'uomo si sforza di essere un riflesso di Cristo. In netto contrasto con la maggior parte dei pensatori della sua epoca, vide una grande bellezza nell'autunno: dopo il peccato di Adamo, a partire da due esseri umani perfetti alla fine sarebbero sorti una miriade di creature.

### Agostino d'Ippona
Sant'Agostino d'Ippona, Dottore della Chiesa, fu uno dei primi autori cristiani latini a formular e una chiara visione antropologica. Più vicino alle concezioni di Aristotele che a quelle di Platone, Agostino riteneva che l'uomo fosse il composto di due sostanze: l'anima aspaziale e il corpo tridimensionale. L'anima partecipa della ragiona e governa il corpo.

### Tommaso d'Aquino
Tommaso d'Aquino dimostrò che anima e corpo formano un'unica sostanza e non due sostanze distinte. Per questo motivo, il corpo è destinato alla risurrezione della carne e a riunirsi con l'anima. Mentre la scuola francescana sosteneva l'esistenza di una pluralità di anime, Tommaso affermò l'esistenza di un'unica anima e di un'unica forma del corpo umano: l'anima intellettiva. Il corpo è quindi manifestazione e fenomeno dell'anima di cui il corpo è funzione e in vista della quale esiste. 
Tecnicamente, l'anima si dice forma sostanziale del corpo umano. Essa non è accanto o contenuta nel corpo umano, bensì interamente presente in ogni più piccola parte del corpo umano. 
L'anima esercita tre operazioni sussistenti senza il corpo: il riconoscimento degli universali, il riconoscimento di sé (l'autocoscienza) e il riconoscimento degli altri corpi. Secondo il principio scolastico dell'operari sequitur esse (all'operare segue l'essere), a un operare sussistente (cioè senza il corpo) dell'anima segue un essere sussistente dell'anima rispetto al corpo. L'anima è forma sussistente, cioè dotata di vita autonoma rispetto al corpo umano, e quindi di natura spirituale (essendo incorporea). Per la presenza di attività intellettive extracorporee, essa persiste alla morte.

## Termini o componenti

### Corpo
Il corpo (σῶμα, soma) è l'aspetto fisico di un essere umano. I cristiani credono nella risurrezione della carne alla fine dei tempi.
Rudolf Bultmann afferma quanto segue:
L'uomo non ha un soma; è un soma.»
Scoto Eriugena nel De divisione naturae affermava che «il corpo è nostro, ma non è noi».

### Anima
Il dominio semantico dell'anima nella Bibbia si basa sulla parola ebraica nephesh, che presumibilmente significa "respiro" o "essere che respira". Questa parola non indica mai un'anima immortale o una parte incorporea dell'essere umano che può sopravvivere alla morte del corpo come lo spirito dei morti. Questa parola di solito designa la persona nel suo insieme o la sua vita fisica. Nella Septuaginta, nephesh è per lo più tradotto come psiche (ψυχή) e, eccezionalmente, nel Libro di Giosuè come empneon (ἔνμπεον), cioè "essere che respira".
Tuttavia, l'episodio della strega di Endor nell'Antico Testamento indica chiaramente la possibilità dei vivi di comunicare con lo spirito dei morti, aprendo alla fede in una vita ultraterrena immediatamente dopo la morte del corpo. Altri riferimenti sono lo Sheol, in Sapienza 3,1-5 («Le anime dei giusti, invece, sono nelle mani di Dio, nessun tormento li toccherà. [...] Anche se agli occhi degli uomini subiscono castighi, la loro speranza resta piena d’immortalità. In cambio di una breve pena riceveranno grandi benefici, perché Dio li ha provati e li ha trovati degni di sé. Nel giorno del loro giudizio risplenderanno, […] Governeranno le nazioni, avranno potere sui popoli e il Signore regnerà per sempre su di loro.») e Sapienza 3,10 («gli empi riceveranno una pena conforme ai loro pensieri» perché «non hanno avuto cura del giusto e si sono allontanati dal Signore»). Similmente, la fede nella vita ultraterrena dell’anima è ribadita nel Nuovo Testamento in Filippesi 1,23, nonché dalla parabola di Lazzaro e del ricco epulone in cui il povero è condotto dagli angeli in Paradiso subito dopo la morte, e nelle parole di Gesù rivolte al ladrone penitente in croce («oggi tu sarai con me in Paradiso»).
Il Nuovo Testamento segue la terminologia dei Settanta, e quindi usa la parola psiche in modo analogo a quello del dominio semantico ebraico, cioè come un potere invisibile (o sempre più, per i platonici, immortale e immateriale) che dà vita e movimento al corpo ed è responsabile dei suoi attributi.
Verso la fine del II secolo, nel pensiero patristico, influenzato dal platonismo, la psiche era intesa più in senso greco che ebraico, ed era contrapposta al corpo. Nel III secolo, sotto '’influsso di Origene, si affermò definitivamente la dottrina dell'intrinseca immortalità dell'anima e della sua natura divina. Essa esisteva già dall'inizio dell’era cristiana nel Credo apostolico il quale affermava che Gesù discese agli Inferi e dunque che le anime dei giusti erano vive in tale luogo dopo la morte e prima della Sua risurrezione, nonché la fede nella Comunione dei santi che fin dall'inizio della dottrina include vivi e anime dei defunti nell’unico Corpo Mistico di Cristo.Origene insegnò anche la trasmigrazione delle anime e la loro preesistenza alla nascita, teorie per le quali egli fu condannato come eretico dal Quinto Concilio Ecumenico. 'immortalità intrinseca dell'anima fu accettata dai teologi occidentali e orientali durante tutto il Medioevo e dopo la Riforma, come evidenziato dalla Confessione di Westminster.
Un certo numero di studiosi protestanti moderni ha adottato punti di vista vicino alla tesi dell'immortalità condizionale, tra cui Edward Fudge e Clark Pinnock.
Negli ultimi sei decenni, l'immortalità condizionale, o meglio "immortalità per grazia" (κατὰ χάριν ἀθανασία, kata charin athanasia), dell'anima è stata ampiamente accettata anche tra i teologi ortodossi orientali. Tale tesi nega il dogma dell'Inferno affermando la vita eterna per le sole anime che hanno creduto in Gesù Cristo.
La Chiesa avventista del settimo giorno si è attenuta all'immortalità condizionale sin dalla metà del XIX secolo.
Il dominio semantico dell'anima nella Bibbia si basa sulla parola ebraica nephesh, che presumibilmente significa "respiro" o "essere che respira". Questa parola non indica mai un'anima immortale o una parte incorporea dell'essere umano che può sopravvivere alla morte del corpo come lo spirito dei morti. Questa parola di solito designa la persona nel suo insieme o la sua vita fisica. Nella Septuaginta, nephesh è per lo più tradotto come psiche (ψυχή) e, eccezionalmente, nel Libro di Giosuè come empneon (ἔνμπεον), cioè "essere che respira".
Tuttavia, l'episodio della strega di Endor nell'Antico Testamento indica chiaramente la possibilità dei vivi di comunicare con lo spirito dei morti, aprendo alla fede in una vita ultraterrena immediatamente dopo la morte del corpo. Altri riferimenti sono lo Sheol, in Sapienza 3,1-5 («Le anime dei giusti, invece, sono nelle mani di Dio, nessun tormento li toccherà. [...] Anche se agli occhi degli uomini subiscono castighi, la loro speranza resta piena d’immortalità. In cambio di una breve pena riceveranno grandi benefici, perché Dio li ha provati e li ha trovati degni di sé. Nel giorno del loro giudizio risplenderanno, […] Governeranno le nazioni, avranno potere sui popoli e il Signore regnerà per sempre su di loro.») e Sapienza 3,10 («gli empi riceveranno una pena conforme ai loro pensieri» perché «non hanno avuto cura del giusto e si sono allontanati dal Signore»). Similmente, la fede nella vita ultraterrena dell’anima è ribadita nel Nuovo Testamento in Filippesi 1,23, nonché dalla parabola di Lazzaro e del ricco epulone in cui il povero è condotto dagli angeli in Paradiso subito dopo la morte, e nelle parole di Gesù rivolte al ladrone penitente in croce («oggi tu sarai con me in Paradiso»).
Il Nuovo Testamento segue la terminologia dei Settanta, e quindi usa la parola psiche in modo analogo a quello del dominio semantico ebraico, cioè come un potere invisibile (o sempre più, per i platonici, immortale e immateriale) che dà vita e movimento al corpo ed è responsabile dei suoi attributi.
Verso la fine del II secolo, nel pensiero patristico, influenzato dal platonismo, la psiche era intesa più in senso greco che ebraico, ed era contrapposta al corpo. Nel III secolo, sotto '’influsso di Origene, si affermò definitivamente la dottrina dell'intrinseca immortalità dell'anima e della sua natura divina. Essa esisteva già dall'inizio dell’era cristiana nel Credo apostolico il quale affermava che Gesù discese agli Inferi e dunque che le anime dei giusti erano vive in tale luogo dopo la morte e prima della Sua risurrezione, nonché la fede nella Comunione dei santi che fin dall'inizio della dottrina include vivi e anime dei defunti nell’unico Corpo Mistico di Cristo.Origene insegnò anche la trasmigrazione delle anime e la loro preesistenza alla nascita, teorie per le quali egli fu condannato come eretico dal Quinto Concilio Ecumenico. 'immortalità intrinseca dell'anima fu accettata dai teologi occidentali e orientali durante tutto il Medioevo e dopo la Riforma, come evidenziato dalla Confessione di Westminster.
Un certo numero di studiosi protestanti moderni ha adottato punti di vista vicino alla tesi dell'immortalità condizionale, tra cui Edward Fudge e Clark Pinnock.
Negli ultimi sei decenni, l'immortalità condizionale, o meglio "immortalità per grazia" (κατὰ χάριν ἀθανασία, kata charin athanasia), dell'anima è stata ampiamente accettata anche tra i teologi ortodossi orientali. Tale tesi nega il dogma dell'Inferno affermando la vita eterna per le sole anime che hanno creduto in Gesù Cristo.
La Chiesa avventista del settimo giorno si è attenuta all'immortalità condizionale sin dalla metà del XIX secolo.

## Costituzione o natura della persona
I teologi cristiani hanno assunto posizioni storicamente divergenti in relazione al numero di componenti costitutive dell'essere umano.

### Tesi del dicotomismo
L'opinione più popolare, affermata da un gran numero di fedeli laici e teologi di molte tradizioni cristiane, è che l'essere umano è formato da due componenti: materiale (corpo/carne) e spirituale (anima/spirito). L'anima o lo spirito si allontana dal corpo al momento della morte e si riunirà ad esso alla risurrezione della carne.

### Tesi tripartitista
Una significativa minoranza di teologi, sia in Oriente che in Occidente, ha sostenuto che gli esseri umani sono costituiti da tre componenti distinte: corpo o carne, anima e spirito. I testi biblici tipicamente usati per sostenere questa posizione sono 1 Tessalonicesi 5:23 ed Ebrei 4:12.

### Tesi monista
I teologi modernisti sostengono sempre più l'idea che l'essere umano sia un'unità indissolubile. Questa tesi è nota come olismo o monismo. Il corpo e l'anima non sono considerati componenti separati di una persona, ma piuttosto come due aspetti di un tutto unito. Si ritiene che questo rappresenti più accuratamente il pensiero ebraico, mentre il dualismo corpo-anima è più caratteristico del pensiero platonico e cartesiano greco classico. Il monismo è la posizione ufficiale della Chiesa avventista del settimo giorno, che aderisce alla dottrina del "sonno dell'anima". Il monismo è coerente con la teoria fisicalista che riconduce l’autocoscienza, il libero arbitrio, le emozioni e gli affetti alle strutture cerebrali piuttosto che ad un’anima immateriale e immortale.
Un esponente di spicco di questo punto di vista fu il teologo liberale Rudolf Bultmann, reso popolare da Oscar Cullmann.

## Origine dell'umanità
Il Libro della Genesi insegna che gli esseri umani furono creati dalla mano di Dio. Alcuni cristiani credono che ciò debba aver comportato un atto creativo miracoloso, mentre altri sono a proprio agio con l'idea che Dio abbia operato attraverso il processo evolutivo.

### L'immagine di Dio nell'umano
In merito all'imago Dei, il significato esatto di questo passo biblico è stato oggetto di dibattito teologico nel corso della storia della chiesa.

### Origine/trasmissione dell'anima
Esistono due punti di vista opposti su come l'anima ha origine in ogni essere umano. Il creazionismo insegna che Dio crea un'anima nuova all'interno di ogni embrione umano nell’istante o dopo il concepimento. Secondo tale dottrina, l’anima sarebbe pura in quanto creata da Dio, che è sommo Bene e non può peccare o trasmettere il peccato, mentre il peccato originale si trasmesso mediante la carne dei genitori.
Il traducianismo, al contrario, insegna che l'anima è ereditata dai genitori dell'individuo, insieme al suo materiale biologico e al peccato originale.

## Natura umana
La maggior parte della teologia cristiana insegna tradizionalmente che l’uomo e la donna nacquero santi e immacolati da peccato originale e proprio, ma che la loro natura divenne corrotta dopo la caduta e l’espulsione dal Giardino dell'Eden. La dottrina della chiesa si è storicamente preoccupata di discernere quale ruolo giochi l'essere umano nella Redenzione da quella caduta.
Pelagio credeva che la natura dell'uomo fosse intrinsecamente buona e insegnava che tutti i bambini nascono “come una nuova creazione di Dio e quindi buoni". Per Pelagio la libertà è una parte costitutiva della natura umana e, in quanto grazia divina ereditaria, non è contaminata. Gli esseri umani sono in grado di seguire le leggi divine (come i Dieci Comandamenti) e vivere moralmente.
Agostino credeva che tutti gli esseri umani nascano nel peccato perché ognuno è erede del peccato originale di Adamo. Senza la grazia di Dio l'umanità è incapace di scegliere il bene e quindi di perseguire Dio. La salvezza quindi diventa o una cooperazione tra la libertà della volontà umana e la grazia divina (sinergismo) o un atto unilaterale della volontà divina indipendente dall'opera umana (monergismo).
La posizione di Pelagio fu condannata al Concilio di Cartagine (418) e al Concilio di Efeso e al Secondo Concilio di Orange. Tuttavia, i concili ammorbidirono la posizione di Agostino sulla predestinazione.
Durante la Riforma Protestante il monergismo visse una rinascita grazie alla dottrina della depravazione totale da parte di Giovanni Calvino.
All'interno dei circoli protestanti si svolse un dibattito tra i seguaci di Giovanni Calvino e quelli di Jacob Arminio sulla natura della grazia nel percorso della salvezza. Ispirandosi ad Agostino, gli arminiani sostengono che Dio ripristini il libero arbitrio dell'umanità riguardo alla capacità di scegliere la salvezza, laddove invece il calvinismo classico si attiene a un rigoroso monergismo.
Il sinergismo e la sua affermazione della partecipazione della volontà umana alla salvezza è la classica posizione patristica della Chiesa Cattolica Romana, della Chiesa Ortodossa Orientale, così come di molte Chiese protestanti di influenza arminiana. Il monergismo è diventato la posizione della maggior parte delle chiese che fanno parte della Tradizione Riformata.